# シュマルトノ・オプ・パキ
シュマルトノ・オプ・パキ（Šmartno ob Paki, ドイツ語：Sankt Martin an der Pack）はスロベニアの市。伝統的な地方区分におけるシュタイエルスカ地方にある基礎自治体であり、スロベニアの統計上の地方区画ではサビンジャ地方に含まれている 。シャレシュカ渓谷とサヴィニャ川の交点に位置しており、市はパカ川の流域に広がっている。市庁は市名と同じシュマルトノ・オプ・パキの集落に置かれている。1994年に行われたスロベニアの自治体改革以前はヴェレニエ市に含まれていたが、ヴェレニエ市の44の集落のうちの10の集落が独立して新たにシュマルトノ・オプ・パキ市を形成した。
シュマルトノ・オプ・パキの名称は聖マルティンに捧げられた教区教会に由来しており(Sant Maltin→Šmartno)、ローマカトリック教会のツェリェ教区に属している。この教会の建屋が初めて言及されたのは1256年の文献である。シュマルトノ・オプ・パキの集落は教会を中心に発展し、この教会の建屋自体は18世紀に再建されたものであるが、鐘楼には15世紀のものとされるフレスコ画が保存されている 。

## 集落
シュマルトノ・オプ・パキは市庁の置かれた市と同名の集落であるシュマルトノ・オプ・パキの他、以下の9つの集落が含まれる。
- Gavce (en:Gavce)
- Gorenje (en:Gorenje, Šmartno ob Paki)
- Mali Vrh (en:Mali Vrh, Šmartno ob Paki)
- Paška Vas (en:Paška Vas)
- Podgora (en:Podgora, Šmartno ob Paki)
- Rečica ob Paki (en:Rečica ob Paki)
- Skorno (en:Skorno, Šmartno ob Paki)
- Slatina (en:Slatina, Šmartno ob Paki)
- Veliki Vrh (en:Veliki Vrh, Šmartno ob Paki)